# شيخة المحمود
شيخة بنت أحمد بن علي المحمود هي أول امرأة عضو في مجلس الوزراء القطري في عام 2003. وقد شغلت منصب وزيرة التعليم حتى عام 2009.

## حياتها المهنية
بدأت حياتها المهنية في عام 1970 عندما أصبحت معلمة بمدرسة. بالإضافة إلى التدريس، فقد عملت ال محمود كمديرة لمدرسة ثانوية، عضو ايضاً في لجنة مراجعة طرق التعليم الابتدائي. وفي عام 1996 أصبحت أول نائب مساعد لوزير التعليم في قطر. كما تم تعيينها وكيلة وزارة بوزارة الثقافة، والتربية والتعليم. احتفظت بالمنصب حتى مايو 2003 ، عندما قام أمير قطر الشيخ حمد بن خليفة آل ثاني بتعيينها وزيرة للتعليم، وتعتبر أول امرأة تشغل منصب وزير في قطر والثانية في منطقة الخليج .
تم تعيين ال محمود أمين عام المجلس الأعلى للتعليم في قطر في مايو 2006.، خلفها سعد بن إبراهيم آل محمود كوزير للتربية في عام 2009 .

## الحياة الشخصية
لدى ال محمود ابنتان وولدان.